# Yami no Koe
Yami no Koe （闇の声、lit. "Voces en la oscuridad") es un cómic de horror escrito e ilustrado por Junji Ito, publicado por primera vez en septiembre de 2003 por Asahi Sonorama, y publicado por última vez en enero del 2013 por Asahi Shimbun Publishing. El tomo cuenta con siete relatos cortos del género horror, más no debe ser confundido con el segundo volumen: Shin Yami no Koe Kaidan, publicado el 14 de noviembre de 2006. En España fue publicado por Ediciones Tomodomo.

## Capítulos
- "La oscuridad chupasangre" （血をすする闇、Chi o susuru yami）
- "Los fantasmas de la era dorada" （ゴールデンタイムの幽霊、Gōrudentaimu no yūrei）
- "Grito del tiempo" （轟音、Gōon）
- "El secreto de la casa embrujada" （お化け屋敷の謎、Obakeyashi no nazo）
- "Glicérido" （グリセリド、Guriserido）
- "Confinados" （地縛者、Djibaku-sha）
- "La llamada del hombre muerto" （死刑囚の呼鈴、Shikeishū no yobirin）